# Gadestævne
 For alternative betydninger, se bystævne.
Man støder undertiden på begrebet gadestævne, når man for eksempel læser gamle udskiftningskort. Det er navnet på det sted i landsbyen, hvor man samlede kvæget fra alle gårdene, førend byhyrden drev det ud til græsning på overdrevet.
Gadestævnet lå på "gadejorden", det vil sige jorden mellem husene i landsbyen.